# Олівія Голт
Олівія Гастінгс Голт (англ. Olivia Hastings Holt; нар. 5 серпня 1997) — американська акторка та співачка. Здобула популярність ролями в підліткових серіалах та фільмах Disney: «В ударі» (2011—2015), «Дівчинка проти монстра» (2012), «Я цього не робив» (2014—2015).
Голт озвучувала персонажів фільмів «Феї і легенда загадкового звіра» (2014) та «Гноми вдома» (2017), а також знялася в повнометражних фільмах «Class Rank» (2017), «Зовсім інший я» (2017), «Статус: Update» (2018).
У 2018—2020 роках зіграла роль Тенді Боуен / Кинджал у серіалах «Плащ і Кинджал» та «Втікачі» і в мультсеріалі «Людина-павук»; у 2021 році зіграла головну роль Кейт Волліс у серіалі «Жахливе літо», 2023 року — Пем Міллер у фільмі «Абсолютний убивця».
Дебютний мініальбом співачки «Olivia» (стилізовано як «OLIVIΛ») вийшов у компанії звукозапису Hollywood Records 15 липня 2016 року.
У 2023 році Голт дебютувала в театрі на Бродвеї в ролі Роксі Гарт у мюзиклі «Чикаго».

## Нагороди
- 2013 — Radio Disney Music Awards (найкраща пісня) — пісня «Had Me @ Hello»[13]
- 2017 — Napa Valley Film Festival (найкраща акторка, вибір глядачів) — «Class Rank»[14]
- 2017 — Newport Beach Film Festival (видатні досягнення у кіномистецтві — акторська майстерність) — «Class Rank»[15]
- 2018 — Teen Choice Awards (телезірка літа) — «Плащ і Кинджал»[16]